# 林忠旭
林 忠旭（はやし ただあきら）は、上総貝淵藩の第2代藩主、上総請西藩の初代藩主。

## 生涯
文化2年（1805年）、後に貝淵藩主となる旗本・林忠英の次男として生まれる。同年、兄忠起の早世にともない嫡男となる。
嘉永3年（1850年）11月、陣屋を上総国望陀郡請西村に移す。嘉永6年（1853年）のペリー来航では海岸警備などを務めた。嘉永7年（1854年）4月27日、弟で養嗣子の忠交に家督を譲って隠居し、慶応3年（1867年）に63歳で死去した。

## 系譜
- 父：林忠英
- 母：某
- 正室：曽我助順の娘
- 生母不明の子女
  - 長男：忠貞（1829 - 1852）- 早世。
  - 次男：某
  - 三男：某
  - 四男：某
  - 五男：忠崇（1848 - 1941）- 林氏請西藩第3代藩主。晩年は生存する唯一の元大名となり、「最後の大名」と呼ばれた。
  - 長女：加奈子（? - 1886）- 柴田勝全正室
- 養子
- 林忠交（1832 - 1867）- 実弟、林氏請西藩第2代藩主。